# Baila!
Baila! è stato un talent show televisivo basato su una gara di ballo trasmesso su Canale 5, e condotto da Barbara D'Urso. La trasmissione è andata in onda nella prima serata del lunedì su Canale 5 dal 26 settembre al 17 ottobre 2011 ed è stata riproposta in replica sull'emittente digitale Mediaset Extra.

## Il programma
Il programma si basava sul format televisivo originale Bailando por un sueño del network messicano Televisa.
I protagonisti della trasmissione erano dieci persone che nella vita di tutti i giorni svolgono lavori comuni, accomunate dalla passione per il ballo. In realtà "le persone comuni" erano tutt'altro che dilettanti come fatto supporre agli inizi. I concorrenti, coadiuvati da dieci vip, gareggiavano tra di loro per avere la possibilità di realizzare un sogno personale, premio riservato al vincitore della trasmissione. I venti partecipanti erano divisi in cinque squadre miste (composte rispettivamente da una coppia di vip ed una di persone comuni) che si sfidavano in ogni puntata sulle note di diversi stili musicali e di danza, venendo giudicati dalla giuria in studio.
Il regolamento della trasmissione è stato più volte ritoccato, dapprima per renderlo più dissimile dalla trasmissione RAI Ballando con le stelle in seguito ad una sentenza giuridica, e in seguito per sopperire ad una vistosa perdita di ascolti che ha colpito la trasmissione dalla sua seconda puntata. I bassi ascolti conseguiti anche nella terza serata hanno causato la chiusura anticipata del programma alla quarta puntata (inizialmente ne erano state previste otto).
La trasmissione era trasmessa in diretta dallo studio 11 di Cologno Monzese a Milano.
La prima e unica edizione del programma è stata vinta dalla squadra formata da Jessica Intravaia, Giancarlo Salvati, Elisabetta Gregoraci e Costantino Vitagliano.

## Cast

### Coppie in gara: non famosi e famosi
- Greta Piccioli e Daniele Beraldi con Martina Colombari e Luca Marin;
- Rossella Canuti e Damiano Ferrero con Marcella Bella e Max Laudadio;
- Elena Peretti[2] e Stefano Tarzia con Raffaella Fico e Gianmarco Pozzecco;
- Jessica Intravaia e Giancarlo Salvati con Elisabetta Gregoraci e Costantino Vitagliano;
- Valentina Tocci e Carlo Valerio Aloia con Marianna De Micheli e Paolo Seganti;
- Emanuela Idotta e Andrea Evangelista con Susana Werner e Kristian Ghedina.[3]

### Giuria
- Rossella Brescia
- Al Bano (Cantante) (non ha partecipato all'ultima puntata)
- Arianna Bergamaschi
- Simona Fancello (Insegnante di ballo)
- Caterina Arzenton (Insegnante di ballo)

Alla finale del 17 ottobre 2011, Elisabetta Gregoraci e Costantino Vitagliano con Jessica Intravaia e Giancarlo Salvati sono risultati i vincitori di Baila!.

## Classifica finale
- 1. Elisabetta Gregoraci e Costantino Vitagliano con Jessica Intravaia e Giancarlo Salvati
- 2. Marcella Bella e Max Laudadio con Rossella Canuti e Damiano Ferrero
- 3. Martina Colombari e Luca Marin con Greta Piccioli e Daniele Beraldi
- 4. Raffaella Fico e Gianmarco Pozzecco con Elena Peretti e Stefano Tarzia
- 5. Marianna De Micheli e Paolo Seganti con Valentina Tocci e Carlo Valerio Aloia
- 6. Kristian Ghedina e Susana Werner con Emanuela Idotta e Andrea Evangelista

## Ascolti
| Puntata | Data              | Telespettatori | Share  |
| ------- | ----------------- | -------------- | ------ |
| 1       | 26 settembre 2011 | 4.012.000      | 18,82% |
| 2       | 3 ottobre 2011    | 2.107.000      | 10,21% |
| 3       | 10 ottobre 2011   | 2.531.000      | 12,46% |
| 4       | 17 ottobre 2011   | 2.369.000      | 11,77% |

Dopo il successo della prima puntata con oltre 4 milioni ed uno share vicino al 19%, a causa dei bassi ascolti riscontrati nella seconda puntata, Mediaset decise di ridurre le puntate del talent-show da otto a sei ed in seguito ai bassi indici di share registrati anche nella terza puntata, l'azienda decise di diminuire ulteriormente le puntate dello show da sei a quattro, chiudendo quindi la trasmissione in anticipo di quattro settimane lunedì 17 ottobre 2011.

## Controversie
Nell'estate 2011 Milly Carlucci, sostenuta dalla RAI ed in seguito pure dalla BBC ha presentato un esposto per plagio al Tribunale Civile di Roma. La presentatrice abruzzese sostenne che il format della trasmissione di Canale 5 ricopiava quello di Ballando con le stelle, versione italiana del format originale Strictly Come Dancing, della BBC. Il Tribunale Civile di Roma ha accolto l'esposto, disponendo il blocco di Baila! il giorno stesso della messa in onda della prima puntata. Tuttavia, Mediaset, rispettando le condizioni poste dalla sentenza, ha trasmesso comunque il programma, dichiarando di aver eliminato, appunto, le parti poste in inibizione dalla sentenza annunciando che avrebbe presentato ricorso.
A seguito della chiusura di Baila!, Mediaset ha dichiarato di voler far causa per danni in quanto, secondo l'azienda, la sentenza del Tribunale Civile di Roma avrebbe snaturato il programma privandolo dei contenuti necessari per avere un buon seguito e di aver costretto gli autori a reiventarlo completamente in poche ore decretandone così l'insuccesso dichiarando che se il ricorso fosse stato accolto avrebbe riproposto Baila! con il suo format originale.
Per tutta risposta il Tribunale Civile di Roma il 23 ottobre 2011 ha respinto il ricorso di Mediaset affermando che il format originale della trasmissione era effettivamente uguale a quello di Ballando con le stelle e dunque la sentenza del 26 settembre era giusta, mettendo fine alla vicenda giuridica.